# ژانگ یانچوان
ژانگ یانچوان (چینی: 张雁全؛ زادهٔ ۱۳ ژوئن ۱۹۹۴) شیرجه‌رو اهل چین است.
وی در مسابقات کشوری و بین‌المللی در مجموع برندهٔ ۵ مدال طلا، ۱ مدال برنز شده‌است.